# Labitolosa
Labitolosa est une petite cité romaine de droit latin située sur la commune espagnole de La Puebla de Castro, dans la province de Huesca, en Aragon. Elle était pratiquement inconnue jusqu'aux fouilles commencées en 1991 qui ont dégagé notamment la curie, où ont été trouvées des inscriptions qui éclairent l'histoire et la société de cette cité, le forum, des thermes et une maison. La ville a été occupée dès le Ier siècle av. J.-C., connaît son apogée dans la deuxième moitié du Ier siècle et la première moitié du IIe siècle, avant d'être abandonnée vers 200 ap. J.-C. pour des raisons qui ne sont pas connues.

## Situation
Le site de Labitolosa se situe sur la pente méridionale du Cerro del Calvario, à l'est du bourg de La Puebla de Castro, en direction du lac de barrage de Barasona sur le rio Ésera, dont il domine la vallée. Il se trouve sur le piémont méridional des Pyrénées centrales.

## Découverte et fouilles
Labitolosa n'est pas mentionnée par les auteurs anciens. On en connaissait l'existence par une inscription citant les habitants de la cité de Labitolosa (ciues Labitolosani) trouvée au XVIe siècle. L'appellation Tolous, sur l'Itinéraire d'Antonin, entre Caesaraugusta (Saragosse) et Ilerda (Lerida) se rapporte peut-être à elle.
Le site a été révélé par les fouilles entreprises en 1991 par l'université de Saragosse (département des sciences de l'Antiquité) et l'université Bordeaux III (Institut Ausonius) et poursuivies chaque année depuis lors.
Les fouilles ont mis au jour plusieurs espaces publics (le forum, la curie, deux établissements thermaux) et une domus. Des implantations rurales périurbaines ont été repérées.

## Histoire
L'histoire révélée par les fouilles est assez courte : le site est occupé dans le courant du Ier siècle av. J.-C., la ville se développe durant le Ier siècle et le début du second. Vers 200 ap. J.-C., elle est abandonnée pour des raisons qui restent mystérieuses.
Labitolosa a été un municipe de droit latin. Son territoire couvrait une partie du versant méridional des Pyrénées centrales et devait toucher au nord celui des Convènes (Convenae), dont le chef-lieu était à Saint-Bertrand-de-Comminges (Lugdunum Convenarum).
Deux inscriptions trouvées dans la curie mentionnent le Genium protecteur de la cité et un notable local, Marcus Claudius Flaccus.

## Monuments

### Forum
Le forum, orienté nord-sud, date de l'époque d'Auguste. La partie nord est la mieux connue ; elle a été réaménagée vers la fin du premier quart du Ier siècle.

### Curie
La curie, lieu de réunion des décurions qui administraient le municipe, a été construite vers 120-130 ap. J.-C. sur le côté nord du forum. C'est une construction rectangulaire de 18,5 m sur 11, ouvrant sur le forum par un vestibule et comprenant une grande salle à peu près carrée dans laquelle étaient disposés des piédestaux honorifiques et des inscriptions mentionnant des notables locaux.

### Thermes
Deux établissements thermaux ont été dégagés, en contrebas du forum. Le plus ancien (Thermes I), construit vers 50-60 ap. J.-C., est remarquablement conservé ; il mesure 33,5 m sur 15,5 m. Il comprend, de l'est vers l'ouest, un grand frigidarium  avec abside, un tepidarium sans abside et un caldarium avec abside. Au sud, une vaste terrasse servait de solarium. Le système de chauffage apparaît clairement : l'air chauffé dans le praefurnium, situé contre le coin nord-est du caldarium, circulait dans l'hypocauste et montait dans des conduits réservés dans la maçonnerie des murs. Le caldarium comportait une piscine chaude (alveus ou solium) de 5,5 m sur 1,5 au nord et une baignoire d'eau froide pour le rafraîchissement (labrum) dans l'abside au sud. 
Les Thermes II datent de 70-80 ; leur surface est un peu plus petite. Leur organisation est comparable, mais ils sont moins bien conservés. Le frigidarium y est particulièrement grand ; il est séparé par deux colonnes de l'apodyterium, qui présente un renfoncement avec une banquette sur trois côtés ; sa piscine mesure 2,20 m sur 3,80.

## Visite
La curie et les thermes ont été protégés et sont ouverts à la visite toute l'année, tandis que d'autres zones de la cité sont en cours de fouille ou de restauration.